# Lämna dig helt åt Jesus
Lämna dig helt åt Jesus är en väckelse- och inbjudningspsalm av Joël Blomqvist 1884, med melodi (F-dur, 4/4) av författaren. Psalmen har tre 8-radiga verser. Var och en av de tre verserna börjar som den första, och även andra halvan av varje strof - det blir alltså inalles sex "Lämna dig helt åt Jesus".

## Publicerad som
- Nr 11 i Barnens Sabbatsklocka 1903
- Nr 114 i Svensk söndagsskolsångbok 1908 under rubriken "Inbjudningssånger".
- Nr 189 i Svenska Missionsförbundets sångbok 1920 under rubriken "Kallelse och väckelse".
- Nr 94 i Fridstoner 1926 under rubriken "Frälsnings- och helgelsesånger ".
- Nr 85 i Frälsningsarméns sångbok 1929 under rubriken "Frälsningssånger - Inbjudning".
- Nr 85 i Musik till Frälsningsarméns sångbok 1930.
- Nr 327 i Segertoner 1930
- Nr 319 i Sionstoner 1935 under rubriken "Nådens ordning: Väckelse och omvändelse".
- Nr 327 i Segertoner 1960.
- Nr 72 i Frälsningsarméns sångbok 1968 under rubriken "Frälsning".
- Nr 224 i Den svenska psalmboken 1986, 1986 års Cecilia-psalmbok, Psalmer och Sånger 1987, Segertoner 1988 och Frälsningsarméns sångbok 1990) under rubriken "Kallelse".
- Nr 283 i Lova Herren 1987 under rubriken "Kallelsen till Guds rike".